# Orlando Schwerdt
Orlando Schwerdt est un acteur australien. 

## Carrière
En 2022, il tient l'un des rôles principaux du film White Bird: A Wonder Story de Marc Forster, spin-off du film Wonder (2017) de Stephen Chbosky. 

## Filmographie

### Cinéma
- 2019 : Le Gang Kelly de Justin Kurzel : Ned Kelly jeune[2],[3]
- 2020 : Les Démons du maïs de Kurt Wimmer : Cam Colvington[4]
- 2022 : White Bird: A Wonder Story de Marc Forster : Julien

#### Courts métrages
- 2018 : Incubator de Jp O'Brien : le garçon